# Новослобідська (станція метро)
55°46′46.26″ пн. ш. 37°36′4.20″ сх. д. / 55.7795167° пн. ш. 37.6011667° сх. д.
Новослобідська (рос. Новослободская) — станція Кільцевої лінії Московського метрополітену. Розташована між станціями «Білоруська» і «Проспект Миру», на території Тверського району Центрального адміністративного округу Москви.
Станція відкрита 30 січня 1952 у складі черги «Курська» — «Білоруська». Станція є останньою роботою архітектора О. М. Душкіна і має статус виявленого об'єкта культурної спадщини. Назва — по однойменній вулиці, на самому початку якої розташована станція. Має перехід на станцію «Менделєєвська» Серпуховсько-Тимірязєвської лінії.

## Оздоблення
Пілони оздоблені білим каркодинським уральським мармуром. Підлога викладена білими і чорними гранітними плитами, розміщеними в шаховому порядку.
Станцію прикрашають 32 оригінальних вітражі з різнокольорового скла всередині пілонів, оздоблені сталлю і позолоченої латунню і освітлювані зсередини. Їх по два на кожному пілоні — у бік залу і платформи. Цікаве поєднання різнокольорового скла утворює подоби фантастичних квітів, рослин, зірок. Всередину вітражів, у верхню частину, вставлені вставлені невеликі медальйони. На шести з них зображені люди деяких професій: архітектор, географ, художник, енергетик, музикант і агроном. На інших — геометричні візерунки та п'ятикутні зірки. Вітражі виконані за ескізами Павла Коріна у Ризі, в майстернях Латвійського відділення Художнього фонду СРСР.
Торцеву стіну станції прикрашає зроблене за його ескізом мозаїчне панно «Мир у всьому світі». Воно зображує щасливу матір з дитиною на руках; за Хрущова з панно було видалена особа Сталіна, до якого простягала руки дитина.
В 2003 була проведена реставрація вітражів, люстр і торцевого панно.

## Вестибюлі і пересадки
Станція метро «Новослобідська» має один наземний вестибюль, що знаходиться на Новослобідській вулиці, що є великою триповерховою масивною будівлею. Зовні вестибюль є подобою античного храму. Такий ефект досягнутий за рахунок простих пропорцій, глибокого шестиколонного портика перед фасадом, квадратних і круглих колон.
Зі східного кінця залу можна здійснити пересадку на станцію «Менделєєвська» Серпуховсько-Тимірязівської лінії (перехід відкритий в 1992 році). Перехід починається зі сходів на місток через платформу в сторону «Білоруської». Далі розташовані перехідна камера і короткий ескалатор вниз. З довгого широкого склепінного коридору можна вийти до чотирьох склепінчастих проходів, які виводять на містки та сходи над платформою в сторону «Бульвару Дмитра Донського» .

### Пересадки
- Метростанцію  «Менделєєвська»
- Автобуси: м40, 447, с511, с543
- Трамвай: 50

## Технічна характеристика
Конструкція станції — пілонна трисклепінна (глибина закладення — 40 м). Побудована за типовим проєктом.